# Samir Handanović
Samir Handanović (Ljubljana, 14. srpnja 1984.) bivši je slovenski nogometaš bosanskohercegovačkoga podrijetla. Nakon što se Slovenija nije uspjela kvalificirati na Europsko prvenstvo 2016. godine, Handanović se iznenada oprostio od reprezentacije. Handanović u reprezentaciji je proveo točno jedanaest godina, debitirao je 17. studenog 2004. godine protiv Slovačke, a ukupno je branio na više od 80 utakmica za Sloveniju.